# Oranjegekte

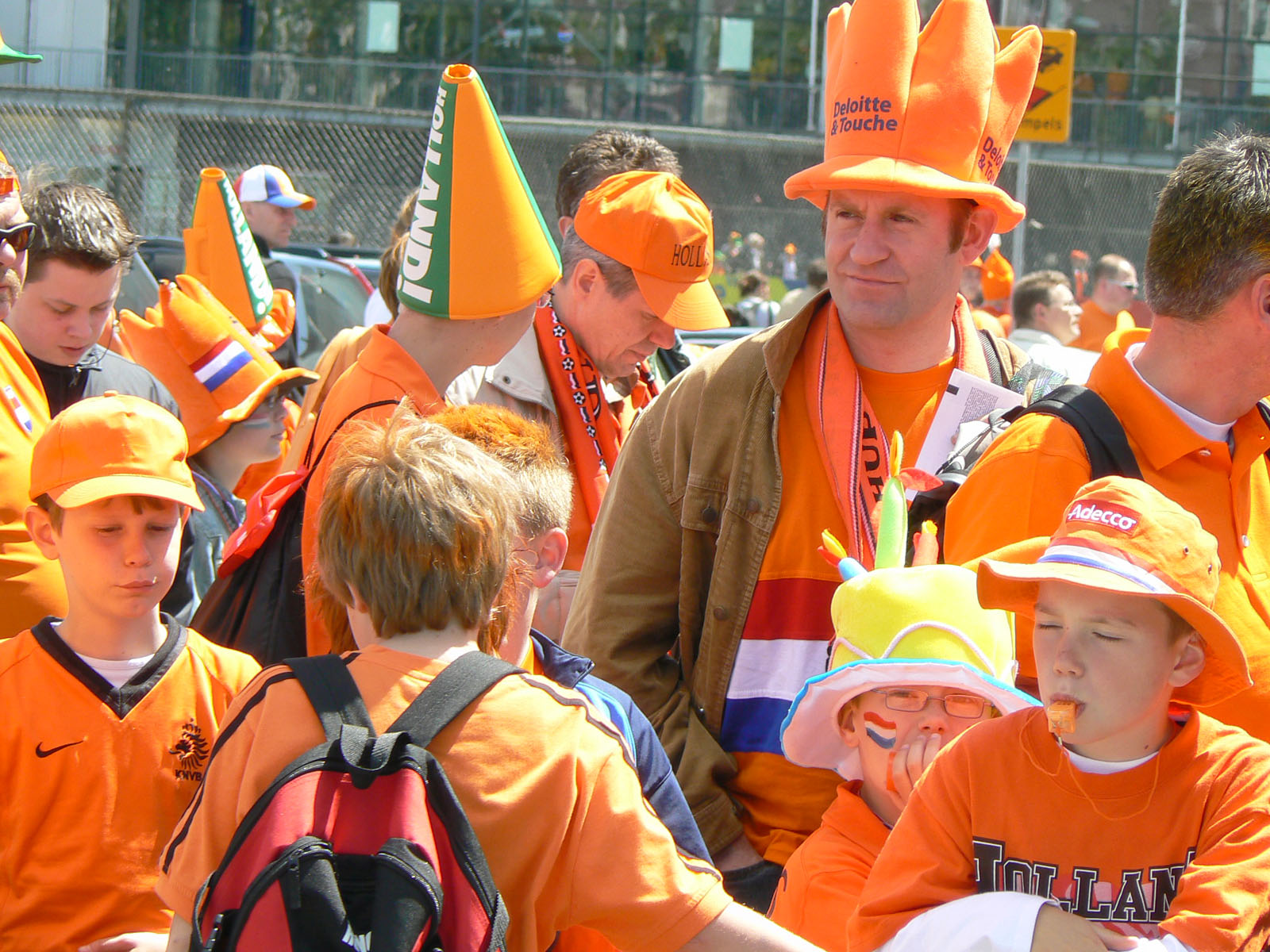
Nederländare klädda i orange före en fotbollsmatch mellan Nederländerna och Australien

Oranjegekte (Orangegalenskap) eller Oranjekoorts (Orangefeber) är ett fenomen i Nederländerna som uppstår under större sporthändelser, särskilt internationella fotbollstävlingar och formel 1-grand prix, samt under Koningsdag, en helgdag för att fira konungens födelsedag. Fenomenet visar sig i bärandet av orangea kläder så som T-shirts, kepsar och halsdukar, stor uppmärksamhet för sporten och dess fans i media samt dekoration av bilar, rum, hus, butiker och gator i orange, den traditionella färgen av det nederländska kungahuset, Nassau-Oranien.